# Kasr Ghilan

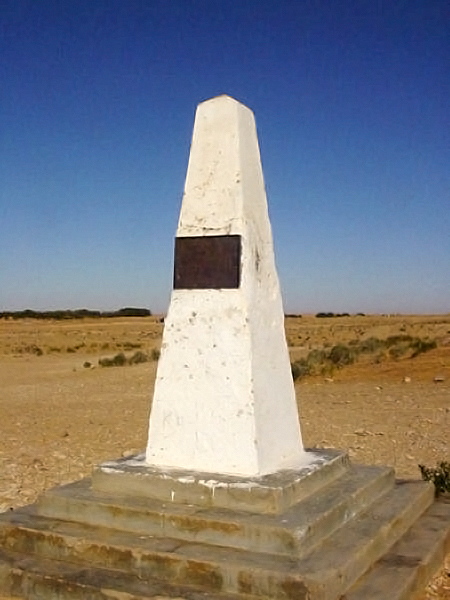
Monument generała Leclerca

Kasr Ghilan (arab. ‏قصر غيلان‎, fr. Ksar Ghilane) – palmowa oaza na Saharze (Wielki Erg Wschodni) w Tunezji, w południowo-wschodniej części gubernatorstwa Kibili.
W pobliżu oazy pustynia piaszczysta łączy się ze żwirową. Wśród wydm znajdują się ruiny fortu z czasów rzymskich. Kasr Ghilan była również bazą Legii Cudzoziemskiej.
Kilometr na wschód od oazy stoi monument upamiętniający bitwę pod Kasr Ghilan, która miała miejsce w 1943 roku oraz dowódcę wojsk francuskich, generała Leclerca. Napis na monumencie głosi:

Tutaj, od 23 lutego do 10 marca 1943 roku, generał Leclerc i Force L z Czadu, skutecznie atakowali siły wroga, zadając im poważne straty.